# Nationalliga A (1991/1992)
Nationalliga A (1991/1992) – 95. edycja najwyższej piłkarskiej klasy rozgrywkowej w  Szwajcarii. Rozpoczęły się 24 lipca 1991 roku, zakończyły się natomiast 30 maja 1992 roku. W rozgrywkach wzięło udział dwanaście drużyn. Mistrzowski tytuł wywalczyła drużyna FC Sion. Królem strzelców ligi został Miklos Molnar z Servette FC, który zdobył 18 goli.

## Drużyny
| Uczestnicy poprzedniej edycji                                                                                 | Uczestnicy poprzedniej edycji | Uczestnicy poprzedniej edycji | Uczestnicy poprzedniej edycji |
| --- | ----------------------------- | ----------------------------- | ----------------------------- |
| GRA | Grasshopper Club Zurych       | 1                             |                               |
| SIO | FC Sion                       | 2                             |                               |
| NEU | Neuchâtel Xamax               | 3                             |                               |
| LAU | FC Lausanne-Sport             | 4                             |                               |
| LUG | FC Lugano                     | 5                             |                               |
| YBO | BSC Young Boys                | 6                             |                               |
| SER | Servette FC                   | 7                             |                               |
| LUZ | FC Luzern                     | 8                             |                               |
| GAL | FC Sankt Gallen               | 9                             |                               |
| ZUR | FC Zürich                     | 10                            |                               |
| AAR | FC Aarau                      | 11                            |                               |
| WET | FC Wettingen                  | 12                            |                               |
| Oznaczenia: - kolumna pierwsza – skróty nazw drużyn, - kolumna trzecia – miejsce zajęte w poprzednim sezonie. |                               |                               |                               |

## Sezon zasadniczy

### Tabela
| Lp. | Drużyna                 | M  | Z  | R  | P  | Bramki | Bramki | Różn. | Pkt | Uwagi              |
| --- | ----------------------- | -- | -- | -- | -- | ------ | ------ | ----- | --- | ------------------ |
| 1   | FC Lausanne-Sport       | 22 | 10 | 10 | 2  | 42     | 17     | +25   | 30  | Grupa mistrzowska  |
| 2   | Grasshopper Club Zurych | 22 | 12 | 5  | 5  | 39     | 24     | +15   | 29  | Grupa mistrzowska  |
| 3   | FC Sion                 | 22 | 9  | 10 | 3  | 34     | 20     | +14   | 28  | Grupa mistrzowska  |
| 4   | Servette FC             | 22 | 10 | 7  | 5  | 37     | 28     | +9    | 27  | Grupa mistrzowska  |
| 5   | Neuchâtel Xamax         | 22 | 9  | 6  | 7  | 28     | 22     | +6    | 24  | Grupa mistrzowska  |
| 6   | FC Sankt Gallen         | 22 | 8  | 6  | 8  | 27     | 32     | −5    | 22  | Grupa mistrzowska  |
| 7   | BSC Young Boys          | 22 | 8  | 5  | 9  | 30     | 30     | 0     | 21  | Grupa mistrzowska  |
| 8   | FC Zürich               | 22 | 4  | 12 | 6  | 22     | 25     | −3    | 20  | Grupa mistrzowska  |
| 9   | FC Luzern               | 22 | 5  | 10 | 7  | 21     | 26     | −5    | 20  | Grupa awans/spadek |
| 10  | FC Lugano               | 22 | 6  | 8  | 8  | 25     | 36     | −11   | 20  | Grupa awans/spadek |
| 11  | FC Aarau                | 22 | 3  | 8  | 11 | 21     | 39     | −18   | 14  | Grupa awans/spadek |
| 12  | FC Wettingen            | 22 | 1  | 7  | 14 | 18     | 45     | −27   | 9   | Grupa awans/spadek |

## Grupa mistrzowska
| Lp. | Drużyna                 | M  | Z | R | P | Bramki | Bramki | Różn. | Pkt | Uwagi                        |
| --- | ----------------------- | -- | - | - | - | ------ | ------ | ----- | --- | ---------------------------- |
| 1   | FC Sion                 | 14 | 7 | 5 | 2 | 23     | 16     | +7    | 19  | Liga Mistrzów UEFA • I runda |
| 2   | Neuchâtel Xamax         | 14 | 7 | 5 | 2 | 27     | 16     | +11   | 19  | Puchar UEFA • 1/32 finału    |
| 3   | Grasshopper Club Zurych | 14 | 6 | 3 | 5 | 18     | 14     | +4    | 15  | Puchar UEFA • 1/32 finału    |
| 4   | BSC Young Boys          | 14 | 7 | 3 | 4 | 24     | 16     | +8    | 17  |                              |
| 5   | Servette FC             | 14 | 4 | 5 | 5 | 23     | 22     | +1    | 13  |                              |
| 6   | FC Lausanne-Sport       | 14 | 2 | 4 | 8 | 11     | 22     | −11   | 8   |                              |
| 7   | FC Zürich               | 14 | 3 | 6 | 5 | 16     | 24     | −8    | 12  |                              |
| 8   | FC Sankt Gallen         | 14 | 3 | 3 | 8 | 16     | 20     | −4    | 9   |                              |

## Grupa awans/spadek

### Grupa A
| Lp. | Drużyna          | M  | Z | R | P  | Bramki | Bramki | Różn. | Pkt | Uwagi |
| --- | ---------------- | -- | - | - | -- | ------ | ------ | ----- | --- | ----- |
| 1   | FC Lugano        | 14 | 8 | 6 | 0  | 25     | 8      | +17   | 22  |       |
| 2   | FC Aarau         | 14 | 7 | 5 | 2  | 20     | 13     | +7    | 19  |       |
| 3   | Yverdon-Sport FC | 14 | 6 | 6 | 2  | 24     | 17     | +7    | 18  |       |
| 4   | FC Basel         | 14 | 4 | 6 | 4  | 20     | 22     | −2    | 14  |       |
| 5   | FC Baden         | 14 | 2 | 9 | 3  | 14     | 16     | −2    | 13  |       |
| 6   | FC Locarno       | 14 | 3 | 4 | 7  | 19     | 19     | 0     | 10  |       |
| 7   | ES FC Malley     | 14 | 3 | 4 | 7  | 18     | 30     | −12   | 10  |       |
| 8   | AC Bellinzona    | 14 | 2 | 2 | 10 | 14     | 29     | −15   | 6   |       |

### Grupa B
| Lp. | Drużyna              | M  | Z | R | P  | Bramki | Bramki | Różn. | Pkt | Uwagi                                   |
| --- | -------------------- | -- | - | - | -- | ------ | ------ | ----- | --- | --------------------------------------- |
| 1   | FC Chiasso           | 14 | 8 | 4 | 2  | 28     | 16     | +12   | 20  |                                         |
| 2   | FC Bulle             | 14 | 8 | 3 | 3  | 29     | 17     | +12   | 19  |                                         |
| 3   | FC Schaffhausen      | 14 | 8 | 3 | 3  | 24     | 14     | +10   | 19  |                                         |
| 4   | FC Luzern            | 14 | 8 | 3 | 3  | 24     | 14     | +10   | 19  | Puchar Zdobywców Pucharów • 1/16 finału |
| 5   | FC Wettingen         | 14 | 6 | 1 | 7  | 20     | 24     | −4    | 13  |                                         |
| 6   | FC Grenchen          | 14 | 3 | 5 | 6  | 18     | 28     | −10   | 11  |                                         |
| 7   | FC La Chaux-de-Fonds | 14 | 2 | 2 | 10 | 21     | 31     | −10   | 6   |                                         |
| 8   | FC Chur              | 14 | 1 | 3 | 10 | 13     | 33     | −20   | 5   |                                         |

## Najlepsi strzelcy
18 bramek
- Miklos Molnar (Servette FC)

15 bramek
- Igor Dobrowolski (Servette FC)

14 bramek
- Erik van den Boogaard (FC Lausanne-Sport)

12 bramek
- Peter Közle (Grasshopper Club Zurych)
- Adrian Kunz (BSC Young Boys)

11 bramek
- Mirsad Baljić (FC Sion)
- Christophe Bonvin (Neuchâtel Xamax)